# 内藤政優
内藤 政優（ないとう まさひろ）は、江戸時代後期の大名。三河国挙母藩5代藩主。官位は従五位下・丹波守。挙母藩内藤家9代。井伊直弼の同母兄。

## 生涯
文化7年（1810年）12月5日、近江国彦根藩主・井伊直中の十三男として誕生。井伊家時代の名は直与（なおくみ）。幼少時に病にかかり、それによって歩行が不自由になった。
しかし実兄で挙母藩4代藩主・内藤政成が、養子入りの持参金目的から養子として迎えることとなり、文政13年（1830年）9月20日、兄の隠居により家督を継いだ。12月6日に従五位下・丹波守に叙位・任官する。
天保の大飢饉が起こると救済に尽力したが、天保7年（1836年）9月21日には現在の松平地区で加茂一揆が発生する。飢饉に苦しむ農民が年貢の減免や市場価格の抑制を求めて起こした一大農民一揆で、1万人以上の農民が参加する大騒動に発展した。挙母藩では先代から軍事力の強大化に努めていたため、政優は鉄砲隊を組織して矢作川の堤防で農民を撃退し、一揆を鎮圧している。この一揆は東海地方有数の規模となり、天保8年（1837年）の大塩平八郎の乱にも影響を与えることとなった。またこの加茂一揆には｢鴨の騒立（かものさわだち）｣という別名がある。
この一揆の後、政優は西洋式の砲術を導入して軍の近代化に努め、藩財政再建のために倹約や家禄削減を行なっている。また蘭学を奨励し、自らの生活費用を切り詰める代わりに、漢籍や蘭学書を買っていたという逸話もある。天保13年（1842年）には奏者番に任じられた。
嘉永4年（1851年）2月12日に死去。享年42。跡を甥で養子・政文が継いだ。

## 系譜
父母
- 井伊直中（実父）
- 君田富 ー お富の方、彦根御前、要妙院（実母）
- 内藤政成（養父）

正室
- 島津寿子 ー 妙倫院、島津重豪の養女、脇坂安董の娘

側室
- 清岡笑子 - 清岡氏

養子、養女
- 内藤政文 ー 井伊中顕の三男
- 鍼姫 ー 堀田正誠正室、奥平昌高の娘
- 松平康圭正室 ー 内藤政成の娘

## 家臣
- 安藤早太郎 - 江戸で弓術を学び、挙母でも弓を学び、門人を抱えるまでとなった。天保13年（1842年）に東大寺大仏殿西回廊での通し矢において、11,500本中8,685本を射通、当時の日本記録を樹立している。これを描いた『東大寺通し矢絵巻』が残っている[2][3]。嘉永4年（1851年）に脱藩。京に上って寺に入り虚無僧となる。のち壬生浪士組に入隊し、新選組結成時は副長助勤を務め、池田屋事件で傷死。